# تلمبه امانی (کرمان)
تلمبه امانی یک منطقهٔ مسکونی در ایران است که در دهستان زنگی‌آباد واقع شده‌است.